# 天主教圣彼得斯堡教区
天主教聖彼得斯堡教區（拉丁語：Diocesis Sancti Petri in Florida）是美國一個羅馬天主教教區，屬邁阿密總教區。成立於1968年3月2日。
範圍包括佛羅里達半島坦帕灣五縣，教座位於聖彼得斯堡。2010年有教友424,951人（佔轄區人口12.4%）、七十五個堂區、323名司鐸。現任教區主教為羅伯特·N·林奇。